# Catunaregam
Catunaregam là một chi thực vật có hoa trong họ Thiến thảo (Rubiaceae).

## Loài
Chi Catunaregam gồm các loài: